# Знаменский сельсовет (Щигровский район)
Зна́менский сельсове́т — сельское поселение в Щигровском районе Курской области. 
Административный центр — деревня Пожидаевка.

## География
Населённые пункты Защитенского сельсовета расположены в месте впадения реки Теребуж в Тускарь.

## История
Знаменский сельсовет получил статус сельского поселения в соответствии с законом Курской области №48-ЗКО «О муниципальных образованиях Курской области» от 14 октября 2004 года. 

## Население
| 2002 | 2010 | 2012 | 2013 | 2014 | 2015 | 2016 |
| ---- | ---- | ---- | ---- | ---- | ---- | ---- |
| 792  | ↘582 | ↘560 | ↘538 | ↘519 | ↘497 | ↘485 |
| 2017 | 2018 | 2019 | 2020 | 2021 |      |      |
| ↘471 | ↘453 | ↗460 | ↘436 | ↗480 |      |      |

## Состав сельского поселения
| №  | Населённый пункт   | Тип населённого пункта          | Население |
| -- | ------------------ | ------------------------------- | --------- |
| 1  | Богородицкое       | село                            | ↘18       |
| 2  | Витчиновка         | деревня                         | ↗45       |
| 3  | Грязное            | деревня                         | ↘3        |
| 4  | Дубовец            | посёлок                         | ↘0        |
| 5  | Желябовка          | деревня                         | ↘17       |
| 6  | Карташовка         | деревня                         | ↘7        |
| 7  | Мазыринский        | посёлок                         | ↘19       |
| 8  | Матвеевка          | деревня                         | ↘21       |
| 9  | Новая Слобода      | село                            | ↘28       |
| 10 | Новая Чижовка      | деревня                         | ↘29       |
| 11 | Пожидаевка         | деревня, административный центр | ↘271      |
| 12 | Поповец            | деревня                         | ↘12       |
| 13 | Поповецкие Выселки | хутор                           | ↘12       |
| 14 | Старая Чижовка     | деревня                         | ↘33       |
| 15 | Струковка          | деревня                         | ↘56       |
| 16 | Теребуж            | посёлок при станции             | →0        |
| 17 | Шатиловка          | деревня                         | ↘11       |

## Транспорт

### Железнодорожное сообщение
Через территорию Знаменского сельсовета проходит однопутная неэлектрифицированная железнодорожная ветка Охочевка — Колпны. На территории Знаменского сельсовета в посёлке при станции Теребуж находится остановочная платформа Теребуж. Ранее остановочная платформа имела статус станции. Пригородное железнодорожное сообщение осуществляется по направлениям Курск — Колпны.

### Автомобильное сообщение
По территории Знаменского сельсовета проходят автомобильные дороги с твёрдым покрытием, связывающие населённые пункты Знаменского сельсовета с Охочевским и Троицкокраснянским сельсоветами, а также с автомобильной трассой Щигры — Курск.